# 内山安二
内山 安二（うちやま やすじ、1935年6月21日 - 2002年9月2日）は、日本の漫画家。熊本県葦北郡水俣町（現・水俣市）出身。代表作に『コロ助の科学質問箱』など。

## 人物
1953年から1954年にかけて『漫画少年』投稿欄の常連で、つげ義春と文通していた。同誌1954年8月号以降は3号続けて『長屋大平記』（出典ママ）などの作品を依頼されている。
1954年、毎日新聞社に入社。西部本社の毎日小学生新聞西部編集部に配属され、大阪本社から電送された手塚治虫の作品の修正を手掛けたのを切っ掛けに、毎日小学生新聞に自ら漫画を描き始める。
毎日新聞社を退社後は、プロの漫画家に転向し、主に学習漫画をメインとした作品を数多く発表した。以来、学習・教育漫画の第一人者として世間に知られ、主に学研の児童向け出版本（○年の科学、ひみつシリーズ等）・雑誌や毎日小学生新聞にて執筆した。また、学習漫画の質の向上を図るべく、学習漫画家の集まりである「LACの会」を立ち上げた実績を持つ。
2002年9月2日、大腸がんのため死去。67歳没。

## 経歴
1970-1980年代の日本においては漫画が低俗な文化という認識がPTAを中心に根強く残っており、教育方針として漫画雑誌の閲覧を子供に許さない親は少なくなかった。しかし学習漫画は例外的に学校や公共の図書館、学級文庫などに置かれることが多く、一部の子供たちにとっては気兼ねなく漫画に触れられる機会であり、その中で学習漫画の作家陣は最も身近な漫画家となっていた。内山は1970年に『大ちゃんとしょうこちゃん』にてデビュー、以後1985年に契約を終了するまで、永きに亘り、その学習漫画の中枢であった「学研の科学」や「ひみつシリーズ」における看板作家となっていた。
1985年に学研との契約を終了。その後は子ども向けの学習まんがの他に治水・港湾施設、土木建築関係のハウツー物など大人を対象とした広報誌、学習漫画を広く手掛けた。その中には故郷の水俣市の環境を採り上げたものもある。また、毎日新聞社と再契約し毎日新聞にてイラストや漫画を掲載していたため、学習漫画の作家でありながら、大人にとっても最も身近な漫画家の一人であった。また、毎日小学生新聞のイメージキャラクターのデザインも担当した。
しかし、学習まんがという性格柄、活躍は表舞台に出ることなく、本人も息子のうちやまだいすけに対し、「一度くらいは週刊少年誌なんかでメジャーなキャラを世に出したかった」と本音を吐露していたという。
その後、内山の偉業が評価されるなどして、内山が逝去した同年に学研が『大人の科学』を4月から刊行していたが、訃報の後に『大人の科学マガジン』を刊行。その創刊号では、最大の貢献者の一人でもあった内山安二追悼の特集記事を数ページに亘って組んだほか、『永久保存版＿ふろく百科　もう一度見たい！科学と学習』でも当時活躍した学習漫画家の特集記事が組まれ、その中で別格の扱いを与えられている。また、2018年には電子書籍の販売を開始、Kindle版「できるできないのひみつ」がAmazonの学習まんが部門で1位となるなど根強い人気を誇っている。その後、文庫化が困難な短編集が「内山安二コレクション」として３巻まで刊行されている。

## 作風
内山の作品はシンプルなタッチで子供には親しみやすい画風であり、特に人気を博していた。また、エンターテイメント化が進む商業漫画とは明らかに一線を画し、入念な取材に基づいた情報を基に漫画を描くことを心がけ、本人曰く「足で漫画を描く」という矜持を持っていた。それでいながらよく練られたギャグやストーリーは際立っていたものであり、読者に「なるほど」という関心を持たせること、そして「おもしろい」と思わせる漫画を心がけていたといい、ギャグやユーモアの要素を頻繁に採り入れたが、あまりギャグが過ぎると読者に猜疑心を与えかねなくなるため、特にギャグの匙加減には苦労していたという。
ほとんどの作品で帽子をかぶった少年（名前はデビュー作の大ちゃんが多い）、少女（名前はデビュー作のしょうこちゃんが多い）が登場する。彼らに帽子をかぶせたりしたのは、アシスタントに頼らずに漫画を描いていたため、ペン数を少なくするための工夫だったという（キャラクターの髪の毛の部分を黒く塗りつぶす手間がはぶけるなどのメリットがあったという。中には『コロ助の科学質問箱』のコロ助のように子供でありながら髪の毛が全くないキャラさえ存在した）。そして内山は、ブタ、イヌ、ネコ（名前は主にニャーゴ）、ネズミ、ニワトリなどの動物キャラクターをたびたび登場させており、彼らのほとんどは人間と会話ができる設定で、彼らが主役になる作品も多い。内山自身も『まんがかき方入門』の中で「まんがの中に動物がいないとさびしいね」と本音を語っており、氏の作品に動物キャラクターは欠かせないものとなっている。その他、ストーリーによっては植物も人間と同様に言葉を話したり、さらには機械や日用品などの無生物を擬人化させたキャラクターが登場することも少なくない。
内山の逝去後は子息のうちやまだいすけが毎日新聞をはじめとする主な仕事を引き継いでいる。画風も父の安二に酷似しており、シンプルで子供にも大人にも親しみやすい画風になっている。

## 主な作品解説
コロ助の科学質問箱
ひみつシリーズの中で、1972年に最初に発刊された4冊のうちの1冊。1970年前後に「5年の科学」に連載されていた「なんでも質問ばこ がんばれコロ助」の内容を中心にして単行本として再編集したものである。○年の科学」と同じくセリフが横書き。
主人公のコロ助と猫のニャーゴと鼠のチュー助が、世の中の科学に関する様々な疑問を解決すべく奔走するという作品。現在、学研の科学にて『まんがサイエンス』を手掛けているあさりよしとおは内山安二、とりわけこの作品の魅力に取り憑かれて、ただの悪ガキから漫画家を目指すようになったと本人が語っている。新版では大幅なページ削減が行われている。
できる・できないのひみつ
さまざまな科学技術や自然現象の課題に際して可能と主張する少年やっ太に対して、何かにつけて不可能だと反論する「ヘンな外人」デキッコナイスが討論を重ねながら結論を導き出す内容。
初版の発行は1976年、同年度の『4年の科学』に掲載されていた科学漫画「炭九とドウナルノ・ダン」とほぼ瓜二つな顔のキャラクターとネーミングを使用。また内山が2年前の1974年度の『5年の科学』に連載していた『玄海とイドムンコスキー』で採り上げられた議題を焼き直したものも多く、話の内容が類似したものもある。新版で部分的な修正が加えられた。
本書の後半は限界に挑戦した偉人たちの伝記漫画となっており、スコットやリリエンタールなど手短に数々の探検家や発明家のエピソードを知ることができる。
世界の国ぐにびっくり旅行
少年少女や動物のキャラクター達が飛行機や潜水艦に変化するトランクケースで世界を駆け巡り、旅行バッグが変化した気球で後を追う離ればなれとなった博士たちと、もう少しのところで合流できるのにすれ違ってしまうというストーリー。各国の紹介についてはやや偏りが見られ、欧米・先進諸国はかなり詳しく描かれているものの、後半になると駆け足となっており、特にアフリカや南米の国々は、当時は人種、民族紛争が絶えなかった歴史的背景もあってほとんど紹介されていない。セールスはさほど振るわず（全タイトルで中位ぐらいだった））、新版刊行後すぐに絶版となっている。

## 作品リスト
- 玄海とイドムンコスキー - 『5年の科学』連載、『できるできないのひみつ』電子復刻版（2020年）に再録[6]。
- 量貫さんと弟子立太 - 1976年『5年の科学』連載、『内山安二コレクション 1』電子復刻版（2020年に再録）[6]。
- 不思議な国の元照さん - 1977年『5年の科学』連載、『内山安二コレクション 1』電子復刻版（2020年に再録）[6]。
- 大ちゃんとしょうこちゃん
- 炭九とドウナルノ・ダン - 1976年『5年の科学』連載[7]
- ひみつシリーズ
  - コロ助の科学質問箱 - 1972年初版、1993年新訂版
  - 科学物知り百科 - 1972年初版、1993年新訂版
  - できる・できないのひみつ - 1976年初版、1993年新訂版
  - 世界の国ぐにびっくり旅行 - 1977年初版
  - NHKクイズ面白ゼミナールうそほんと（及びその続編）- 1984年初版
- 4年生の算数のひみつ - 1979年[8]
- 学研まんが入門シリーズ
  - まんがかき方入門 - 1980年[9]
  - 自由研究入門 - 1981年[10]
- まんがで学習 エチケット事典1・2（あかね書房） - 1986年[11]-1987年[12]
- 雑学事典シリーズ（毎日新聞、1970年代発行）
- やじ・きたの東海道ちん道中（学習研究社「4年の学習」3学期開始号付録『まんがと図解で見る交通びっくり百科』、1972年発行）[13]

など著書多数